# Arroyo Florido
Arroyo Florido är en ort i Mexiko.   Den ligger i kommunen Coatzintla och delstaten Veracruz, i den sydöstra delen av landet, 200 km nordost om huvudstaden Mexico City. Arroyo Florido ligger 126 meter över havet och antalet invånare är 198.
Terrängen runt Arroyo Florido är huvudsakligen platt, men åt nordost är den kuperad. Runt Arroyo Florido är det ganska tätbefolkat, med 67 invånare per kvadratkilometer. Närmaste större samhälle är Poza Rica de Hidalgo, 16,1 km norr om Arroyo Florido. Omgivningarna runt Arroyo Florido är en mosaik av jordbruksmark och naturlig växtlighet.